# Хумберт, Николь
Николь Хумберт (нем. Nicole Humbert, до замужества — Ригер (нем. Rieger), род. 5 февраля 1972 года, Ландау-ин-дер-Пфальц, Рейнланд-Пфальц, Германия) — бывшая немецкая прыгунья с шестом, бронзовый призёр чемпионата мира в помещении 1999 года, серебряный призёр чемпионата Европы 1998 года, участница Олимпийских игр 2000 года.
Обладательница первого официального мирового рекорда в прыжках с шестом в помещениях, который был установлен 1 марта 1994 года в Карлсруэ (4,08 м). После окончания спортивной карьеры в 2001 году большую часть времени посвящает семье. У Николь трое детей.

## Достижения
| Год  | Соревнования                                    | Место проведения  | Результат | Высота |
| ---- | ----------------------------------------------- | ----------------- | --------- | ------ |
| 1997 | Чемпионат мира по лёгкой атлетике в помещении   | Париж, Франция    | 22 (q)    | 3,70 м |
| 1998 | Чемпионат Европы по лёгкой атлетике в помещении | Валенсия, Испания | 5         | 4,25 м |
| 1998 | Чемпионат Европы по лёгкой атлетике             | Будапешт, Венгрия | 2         | 4,31 м |
| 1999 | Чемпионат мира по лёгкой атлетике в помещении   | Маэбаси, Япония   | 3         | 4,35 м |
| 1999 | Чемпионат мира по лёгкой атлетике               | Севилья, Испания  | 5         | 4,40 м |
| 2000 | Летние Олимпийские игры                         | Сидней, Австралия | 5         | 4,45 м |